# پورت مورزبی
پورت مورسبی پایتخت کشور پاپوآ گینه نو است.

## جغرافیا
جمعیت آن در سال ۲۰۰۰ میلادی ۲۵۵٬۰۰۰ نفر بود.
این شهر در کرانه خلیج پاپوآ و در کناره جنوب شرقی جزیره گینه نو واقع شده‌است.

## تاریخچه
از آنجا که نخستین اروپایی‌ای که این منطقه را رؤیت کرد (در سال ۱۸۷۳) ناخدا جان مورسبی نام داشت، این منطقه را به نام پدر او دریاسالار سر فیرفکس مورسبی، پورت مورسبی (بندر مورسبی) نامیدند.

## نگاره‌ها

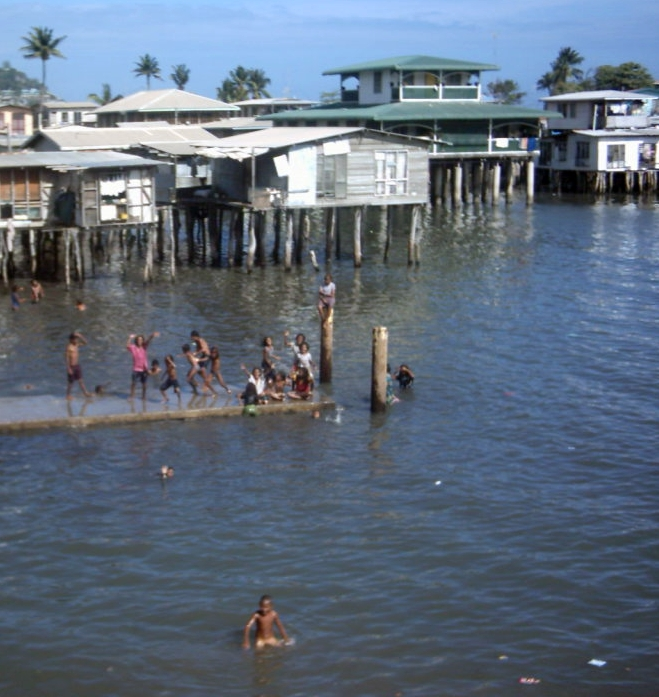
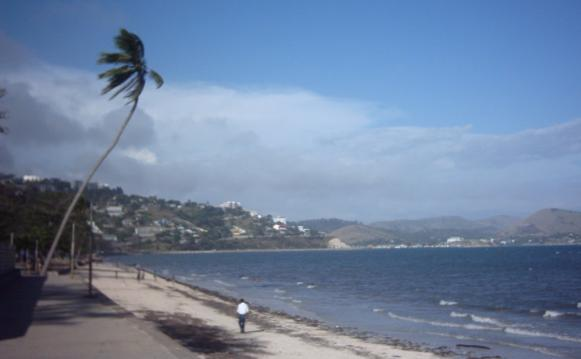